# Mihályi Károly
Bögözi Mihályi Károly (Dés, 1808. október 6. – Nagyenyed, 1880. június 14.) filozófus, pszichológus, református főiskolai tanár; a Magyar Tudományos Akadémia levelező tagja (1865).

## Pályája
Mihályi Mihály református püspök és Gyöngyösi Karolina fia. Apja szülővárosában tanította és 11 éves korában Nagyenyedre vitte a retorika osztályba. Itt végezte a gimnáziumot és az utolsó éveiben a suprema humanitas classisban tanító és énekfelügyelő volt. 1834–1835-ben Halle és Göttingen egyetemein tanult. Hazatérése után, 1835-ben tanári állást kínáltak számára, de nem fogadta el; szülővárosa megválasztotta papjának. Désen tartózkodása alatt több egyházi éneket írt, melyeket maga és Malom Lujza költőnő tett át zongorára és ennek kísérete mellett gyakran énekelték az istentiszteleteken. Szerette és művelte a világi dalokat is, négyhangú összhangzó énekkart szervezett és ezekkel világi dalokat énekeltetett (nevezetesebb éneke: Bár dördül az ég és föld remeg ... – az 1837-ben megújított erdélyi református énekes könyvben CCX. szám alatt). 1844 őszén Csorja helyére meghívták Nagyenyedre tanárnak, itt tanította a bölcselet harminchat éven át, közben 1854–1862 között az egyház megkeresésére lelkészként is működött. 1865. december 10-én a Magyar Tudományos Akadémia levelező tagjának választotta. Kitűnő szónok volt. A Magyar Tudományos Akadémiában 1888. november 26-án Domanovszky Endre tartott fölötte emlékbeszédet.

## Munkái
- Származtató philosophia tanfolyama. Tanuló növendékeknek kézikönyvül, tanultaknak elmélkedés tárgyául, minden mivelt magyar embernek érthető olvasmányul. I. kötet: Az egész tanfolyam első és második könyve (Kolozsvár, 1864). (További kötetei kéziratban: Ész- és ismerettan, Erkölcs és jogtan lélektani alapon)
- Keresztyén templomba és házba illő erkölcsi rajzok az emberi természetről. Egy sorozat egyházi beszéd (Kolozsvár, 1865)
- Kisérlet felelni lélektani alapon az ismerettan fő kérdésére. Székfoglaló beszéd. (Pest, 1867)
- Svada romana. Latin nyelvben gyakorló, latin irodalomba bevezető kézi-könyv, mely egyszersmind elérni segít a természetszerű tanítás többi céljait is. Tanító és tanuló-növendékek számára. Első folyam első és második fele (Pest, 1867). (A második folyam két füzetben: Kolozsvár, 1874)
- Prima grammaticae latinae palaestra, adolescentibus hungaris, literarum studiosis exercenda. Latin nyelvtan, mely a mellett hogy tanít a nyelvre, egyszersmind általában is gondolkodni serkent és szoktat (Pest, 1868). (Első könyv 1. és 2. füzet. Második könyv: Altera palaestra. Mondattan. Első folyam 1. és 2. szakasza. Nagyenyed, 1868)
- Dornegge kastély s a boldogság utja. Levin Schücking után ford. Philaleth (Budapest, 1873). Hat kötet
- Erkölcsi rajzok az emberi természetről. Egy sor egyházi beszéd. Sajtó alá rendezték és kiadták néhainak a tanítványai. II. kötet. Az évi beszédsor 2. fele. Nagyenyed, 1887 (18 egyházi beszéde).

Kéziratban: Philellén ... hellen nyelvben gyakorló, hellen irodalomba vezető kézi-könyv, mely elérni segít a természetszerű tanítás többi czéljait is. Magyar tanulók és tanítói gyakornokok számára; Erkölcstan lélektani alapon, Bölcsészet története, egy nagyobb irodalmi tanulmány a görög lyrikusokról, görög szótár és görög olvasókönyv.